# ふたりのパパ
『ふたりのパパ』（原題：兩個爸爸）は台湾のテレビドラマ。
2013年3月26日から2013年 6月13日まで台湾の三立都会台で放送された。日本では2014年9月17日から2015年6月3日 までホームドラマチャンネルで放送された。全36話。

## あらすじ
「どちらの子かわからないの。直接話せなくてごめん。私には夢があるから代わりに子供を育てて。わがままを許してね。探さないで」
手紙と子供を残し消えたスー・ウェンウェン（蘇文汶）。
弁護士のタン・シャンシー（唐翔希）と花屋のウェン・ジェンホワ（溫振華）は同居し、娘のタン・ウェンディ（唐溫蒂）を育てることにする。
教師で車の整備工場の娘であるファン・ジンジュー（方靜竹）は運転が下手すぎてシャンシーの車にぶつけてしまったのが縁で2人は犬猿の仲になるが、ウェンディの担任になったジンジューはウェンディと2人の父に関わっていくことになる。

## エピソード・サブタイトル
全36話
| 各話   | サブタイトル             |
| ------ | ------------------------ |
| 第1話  | ある日突然パパに         |
| 第2話  | イヤミな男と潔癖症の男   |
| 第3話  | ネコを探しに             |
| 第4話  | パパとパパの関係は？     |
| 第5話  | ケガは恋の始まり!        |
| 第6話  | 絵の中のママ             |
| 第7話  | 焦りは禁物!              |
| 第8話  | ダディの恋愛事情         |
| 第9話  | 動き始めた気持ち         |
| 第10話 | 俺は幼稚なパパだ!        |
| 第11話 | パピィは水色!?           |
| 第12話 | 家族の木、好きな人の木   |
| 第13話 | 特別な彼女               |
| 第14話 | パピー大爆発!            |
| 第15話 | 母の日は好きな人の日     |
| 第16話 | 似たもの夫婦ってなに?    |
| 第17話 | シャンシーの本音         |
| 第18話 | 宇宙人の恋               |
| 第19話 | 突然のキス!              |
| 第20話 | それぞれの思い           |
| 第21話 | 家族と過ごす幸せ         |
| 第22話 | お帰り、パピー!          |
| 第23話 | 失恋の傷はいつ癒える?    |
| 第24話 | ママになりたい!          |
| 第25話 | みんな、優しくなぁれ!    |
| 第26話 | この世で一度きりのもの   |
| 第27話 | 家族の定義と恋人の定義   |
| 第28話 | 近づく2人、近づかない2人 |
| 第29話 | お見合い大作戦           |
| 第30話 | 予想外のキス             |
| 第31話 | ある日突然ママが!        |
| 第32話 | 揺れる小さな心           |
| 第33話 | 不器用な大人たち         |
| 第34話 | ママと過ごす時間         |
| 第35話 | まっすぐな告白           |
| 第36話 | みんな家族!              |

## キャスト
| 役名                            | 俳優名                        | 役柄                                                              |
| ------------------------------- | ----------------------------- | ----------------------------------------------------------------- |
| タン・シャンシー （唐翔希）     | 楊一展 （ヤン・イーチャン）   | タン法律事務所の弁護士。PTA会長。子供っぽい嫌味男                 |
| ウェン・ジェンホワ （溫振華）   | 林佑威 （リン・ヨウウェイ）   | 花屋とカフェを経営。町内会の会長。潔癖症                          |
| ファン・ジンジュー （方靜竹）   | 賴雅妍 （メーガン・ライ）     | ウェンディの担任 車の運転が下手ですぐ接触事故を起こす             |
| ウー・ヨンジエ （吳詠潔）       | 梁靖 （チェリー・リョン）     | 汚部屋に住むイラストレーター ジェンホワたちと同じマンションの住人 |
| タン・ウェンディ （唐溫蒂）     | 謝語恩 （ルシア・シエ）       | ウェンウェンが置いていったシャンシーかジェンホワの娘              |
| ジャン・インファン （江映帆）   | 周曉涵 （アマンダ・チョウ）   | シャンシーの同僚                                                  |
| ファン・フェイジュー （方飛竹） | 張天霖 （マーカス・チャン）   | ジンジューの兄、実家のハンフォン自動車（整備工場）で働く          |
| ファン・チンジュー （方慶竹）   | 孫其君 （スティーブン・スン） | ジンジューの弟、ドラマー。アメリカ・テキサスに留学していた        |
| タン・ヤオシャン （唐耀群）     | 張國柱 （チャン・グオチュー） | シャンチーの父、弁護士                                            |
| スー・ウェンウェン （蘇文汶）   | 潘慧如 （エイダ・パン）       | ウェンディの産みの母                                              |

## スタッフ
- 監督 – 劉俊傑（リウ・ジュンジエ）
- 脚本 – 謝瑞雲（シェ・ルェイユン）、陳基定（チェン・ジーディン）

## 主題歌
オープニングテーマ
- 『幸福的聲音』

歌 - 林佑威（リン・ヨウウェイ）
エンディングテーマ
- 『幸福不是情歌』

歌 - 劉若英（レネ・リウ）

## ソフトウェア

### DVD
販売元：エスピーオー
- 「ふたりのパパ DVD-BOX 1」（2014年6月4日）
- 「ふたりのパパ DVD-BOX 2」（2014年7月2日）
- 「ふたりのパパ DVD-BOX 3」（2014年8月6日）

## 日本国内放送局
| 放送地域 | 放送局                 | 放送期間                     | 放送日時                     | 放送系列 |
| -------- | ---------------------- | ---------------------------- | ---------------------------- | -------- |
| 日本全域 | ホームドラマチャンネル | 2014年9月17日 - 2015年6月3日 | 毎週水曜 25時15分 - 26時15分 | CS放送   |